# Покропивнянский сельский совет (Козовский район)
Покропивнянский сельский совет (укр. Покропивнянська сільська рада) — входит в состав
Козовского района
Тернопольской области
Украины.
Административный центр сельского совета находится в 
с. Покропивная.

## Населённые пункты совета
- с. Покропивная